# Felix-Raymond-Marie Rouleau
Felix-Raymond-Marie Rouleau OP (ur. 6 kwietnia 1866 w Isle-Verte, zm. 31 maja 1931 w Quebec) – kanadyjski duchowny katolicki, dominikanin, arcybiskup Quebecu, kardynał.

## Życiorys
Urodził się w rodzinie farmerów. Matka pochodziła ze Szkocji. Był jednym z jedenaściorga dzieci Felixa i Luce z d. Irvine. Na chrzcie otrzymał imię Felix. Uczęszczał do seminarium w Rimouski. Sutannę otrzymał w 1885, a w następnym roku wstąpił do zakonu dominikanów. Śluby wieczyste złożył w 1891 roku. Po wstąpieniu do zakonu przybrał imiona Raymond-Marie. Studiował teologię na Korsyce we Francji. Tam też 31 lipca 1892 otrzymał święcenia kapłańskie z rąk ówczesnego biskupa Ajaccio Paul-Mathieu de la Foata. Do Kanady powrócił w 1894 i został profesorem i mistrzem nowicjatu u dominikanów w Saint-Hyacinthe. W 1909 był osobistym teologiem arcybiskupa Quebec podczas synodu plenarnego. Od 1919 pełnił funkcję prowincjała dominikanów kanadyjskich.
9 marca 1923 otrzymał nominację na biskupa Valleyfield. Sakrę otrzymał 22 maja w katedrze św. Cecylii w Valleyfield. Udzielił jej abp Pietro di Maria, delegat apostolski do Kanady. Po trzech latach, 9 lipca 1926, został wyznaczony na następcę zmarłego abpa Roya w Quebecu. Tym samym stał się prymasem Kanady. 19 grudnia 1927 otrzymał kapelusz kardynalski z tytułem prezbitera San Pietro in Montorio. 
Zmarł nagle w swoim arcybiskupim pałacu. Pogrzeb odbył się tydzień później. Pochowany został w katedrze w Quebecu.